# Sur la route avec Che Guevara
Sur la route avec Che Guevara (Con el Che por Sudamérica) est un carnet de voyage écrit par Alberto Granado durant sa tournée à travers l'Amérique latine avec Ernesto Rafael Guevara de la Serna, et publié pour la première fois en 1978. Il y décrit le périple effectué par les deux hommes tout au long de leur voyage à travers le continent sud-américain, de l’Argentine au Venezuela en passant par le Chili ou encore le Pérou, et leur rencontre avec les différents peuples de l’Amérique latine. 
Ce livre servit de base pour le film Carnets de voyage de Walter Salles.

## Présentation de l'éditeur
« En décembre 1951, Ernesto Guevara de la Serna, vingt-trois ans, étudiant de santé fragile, se laisse entraîner par son ami Alberto Granado, biochimiste, dans un projet intrépide : la traversée de l'Amérique du Sud à moto, de leur Argentine natale jusqu'à la mer des Caraïbes, en passant par Valparaíso, le lac Titicaca, le Machu Picchu et la forêt amazonienne. Les deux amis se donnent quelques semaines : leur périple durera sept mois, à moto mais aussi en cargo, en avion, en train, en camionnette ou à bord d'un radeau de fortune. De léproseries en mines de fer, face aux réalités sociales d'un continent sous-développé, va s'éveiller leur conscience politique. Et, tandis qu'Ernesto note ses impressions (Voyage à motocyclette, Mille et une nuits, 2003), son camarade Alberto s'efforce, dans ses carnets, de montrer comment, sous le jeune homme réservé mais lucide qu'est alors Guevara, perce le combattant de l'égalité et de la justice. Récit d'aventures, journal de bord, roman d'apprentissage, ce document livre un portrait intime et inattendu d'Ernesto Guevara avant qu'il ne devienne le “Che” ».